# Eustala albiventer
Eustala albiventer là một loài nhện trong họ Araneidae.
Loài này thuộc chi Eustala. Eustala albiventer được Eugen von Keyserling miêu tả năm 1884.